# 谢菲尔德号轻巡洋舰 (C24)
谢菲尔德号轻巡洋舰（HMS Sheffield）是第二次世界大战皇家海军的一艘城級（或可更細分為南安普敦級）巡洋舰，参与了针对几艘德国主力舰船的行动。与同时代的多数皇家军舰不同，谢菲尔德号的设备不再使用黄铜，而用不锈钢制造。这一设计是为了减少船员对设备的清洁次数，她的昵称“闪耀的谢菲”也由此得来。1938年8月，皇家海军将原型雷达系统装上谢菲尔德号，使得谢菲尔德号成为第一艘装有该系统的皇家军舰。

## 战争经历

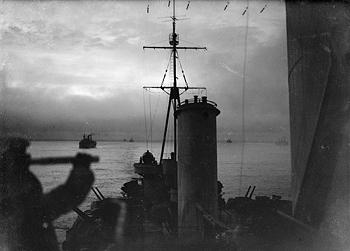
谢菲尔德号上拍摄的北极护航舰队

开战初期，谢菲尔德号在第18巡洋舰中队服役，负责在丹麦海峡巡逻。1940年4月，她参与了挪威战役。在短暂参与英吉利海峡的入侵抵抗行动后，谢菲尔德号加入位于直布罗陀的H舰队，并在地中海和大西洋活动直到年底，随后参与了白色行动和斯帕蒂文托角战役。
1941年，她参与了炮击热那亚的格罗格行动和打击维希护航舰队的行动，并为马耳他提供防空火力支援。五月，谢菲尔德参与了击沉俾斯麦号战列舰的作战，并险些被皇家方舟上的剑鱼投下的鱼雷击中。6月12日，谢菲尔德号发现并击沉了俾斯麦号的一艘油船，弗里德里希·不莱梅。在同年10月由肯尼亚号协助击沉另一艘德国补给船槟城号后，谢菲尔德号返回英国。
谢菲尔德在北极护航舰队中继续服役，但于1942年3月3日在冰岛撞上水雷，修理工作直到7月才完成。再次为北极舰队护航几次之后，谢菲尔德于11月参与了盟军在北非的火炬行动。1942年12月，谢菲尔德号和牙买加号组成R舰队，由海军少将罗伯特·博内特指挥，为JW 51B编队提供掩护，并遭到了德国强力水面舰艇的袭击。在随后的巴伦支海海战中，Z-16弗里德里希·埃科尔特号驱逐舰在德国舰队撤退时误将希佩尔海军上将号认作谢菲尔德号并将其击伤，谢菲尔德号随即将Z16击沉。在此战中，忠实号驱逐舰和布兰布尔号扫雷舰均被德国舰艇击沉。

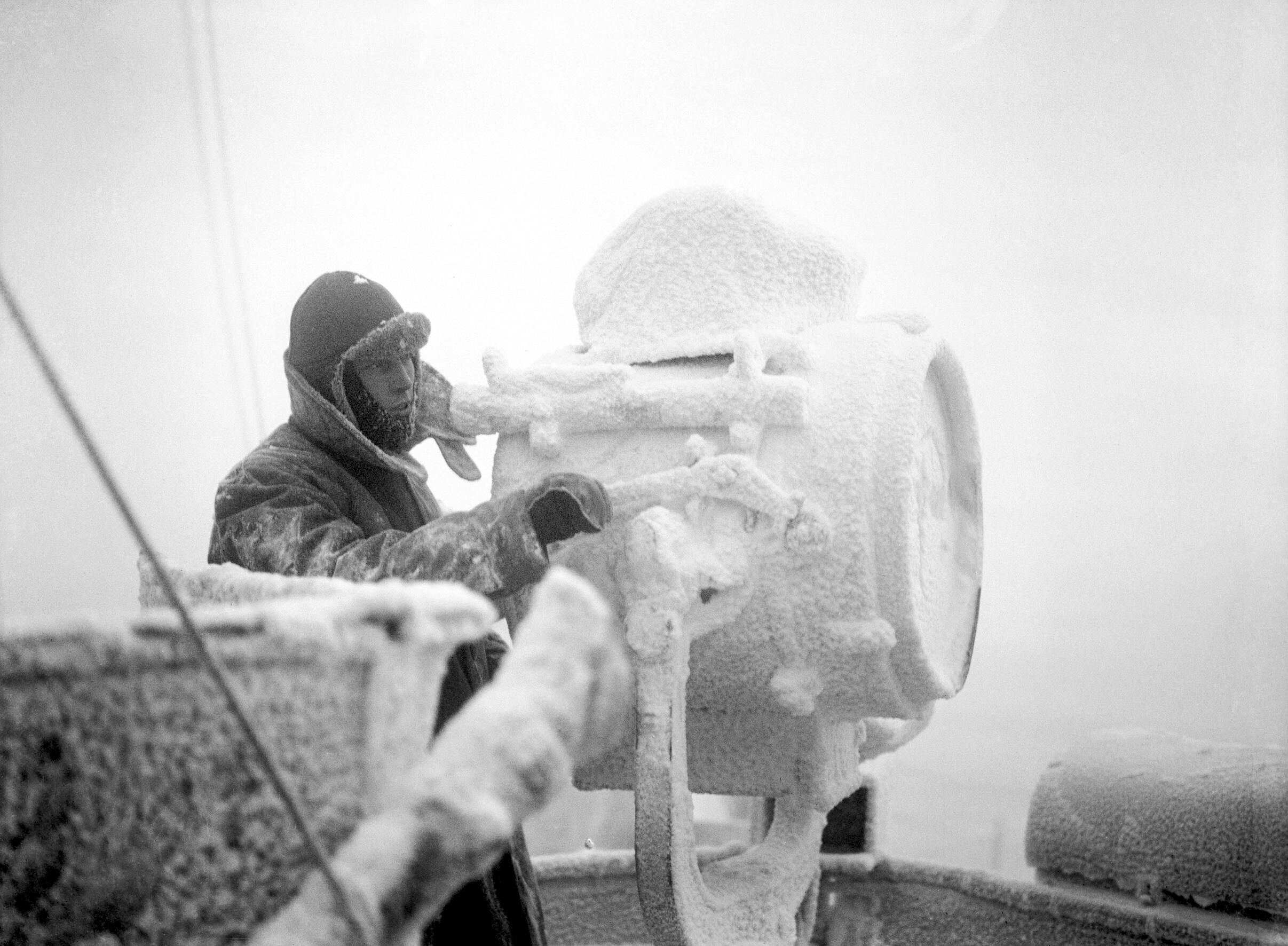
护送北极舰队前往苏联时，20寸信号灯上的冰

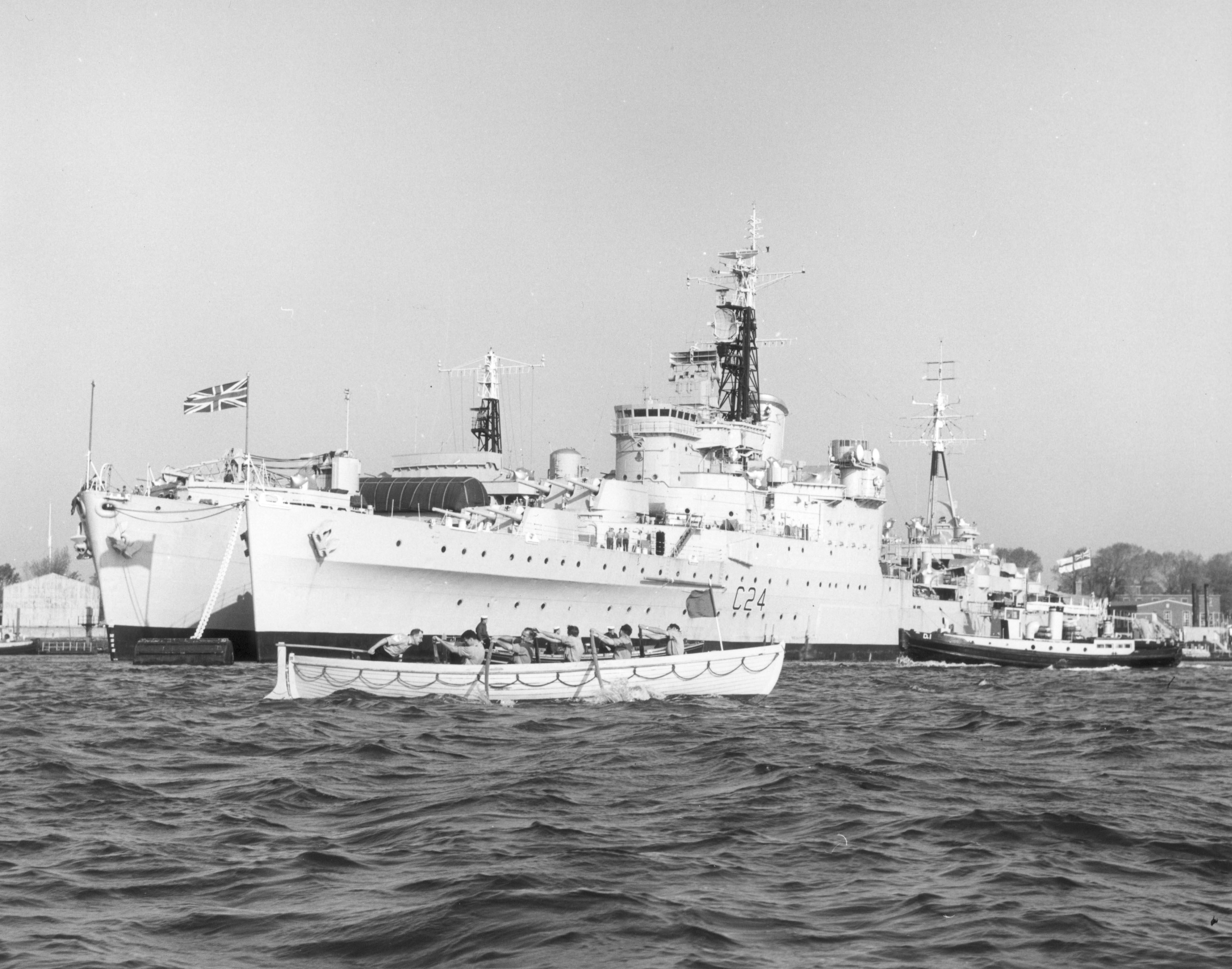
1960年代作为预备舰队旗舰

1943年2月，谢菲尔德转而参加比斯开湾的作战，并于7、8月为雪崩行动的登陆提供支援。12月下旬再次回到北极圈后，谢菲尔德参与了在挪威北岸附近击沉沙恩霍斯特号战列舰的行动。
1944年4月到8月，谢菲尔德作为皇家海军航母舰队的护航编队参与了一系列针对提尔皮茨号战列舰的空襲。这些行动效率并不高，但皇家空军承担了主要责任。
谢菲尔德随后在波士顿和英国进行了漫长的改装，直到战争结束都未再次参与行动。

## 战后

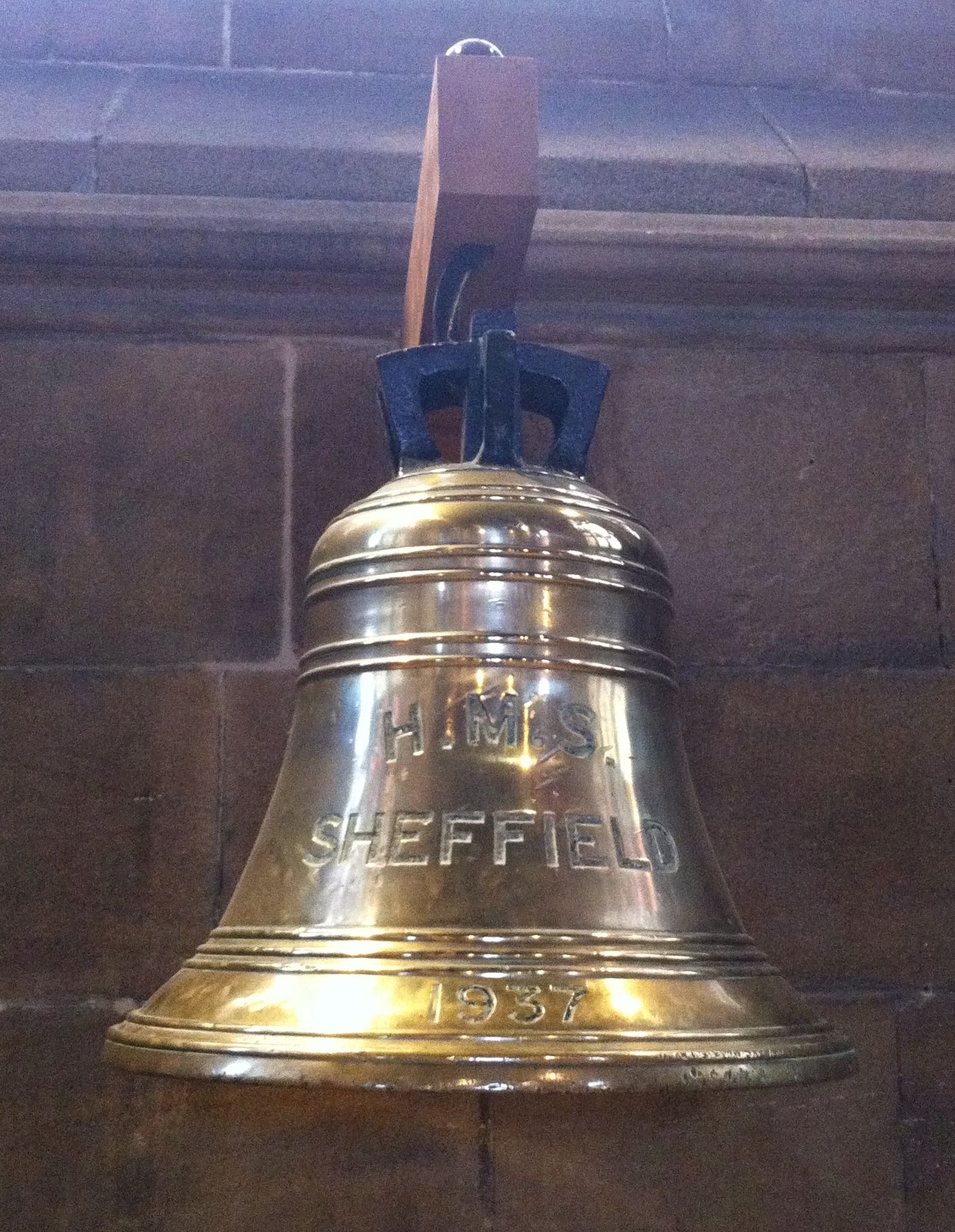
谢菲尔德大教堂里的船铃

谢菲尔德号的改装在1946年5月完成，随后在西印度群岛（1954年作为第8巡洋舰中队旗舰）、本国水域和地中海执行任务。1953年，她参与了庆祝伊丽莎白二世加冕女王的海上阅兵。
在1949-50年，1954年和1959-60年，谢菲尔德又进行了更多改装。她在1955年的战争电影《普雷特河之战》中作为阿賈克斯号轻巡洋舰出镜。1959年1月，谢菲尔德进入预备舰队，此时军方认为完成敏捷号的改装造价过高，因此谢菲尔德是最后一艘得到改装的二战巡洋舰。她成为预备舰队的期间，并于1960年作为住宿船重新服役，直到1964年9月被列入拆解名单。
1967年，谢菲尔德号在罗塞斯拆下舰上设备，并于同年在法斯兰被拆解。 舰上由哈德菲尔德制造的不锈钢铃被保留下来，和在她的旗帜一同保存在谢菲尔德大教堂。